# جائزة بوليتزر عن فئة الدراما
جائزة بوليتزر عن فئة الدراما (بالإنجليزية: Pulitzer Prize for Drama)‏ هي واحدة من سبعة جوائز بوليتزر تقدمها سنويًا جامعة كولومبيا بنيويورك في الولايات المتحدة الأمريكية في مجالات الآداب والدراما والموسيقى. بدأ العمل بها رسميًا منذ البداية، أي منذ عام 1917، وتُمنح للأعمال الدرامية المميزة التي نشرت خلال العام من قبل الكتاب الأمريكيين. وباعتبارها تمثل جائزة بوليتزر عن فئة الدراما، فهي تُعد واحدة من الجوائز الأصلية القديمة التي افتتحت عام 1917 بسبعة جوائز، ولذلك يعود تاريخها إلى العام التالي لذلك، أي عام 1918، لعدم منحها بالعام الأول لانطلاقها. وبدءًا من عام 1980، بدأ الإعلان عن عملين آخرين دخلا التصفيات الأخيرة للجائزة، ليتم بذلك الإعلان عن الفائز إلى جانب أصحاب المركزين الآخرين.
تحظى هذه الجوائز، التي مولت في الأساس بمنحة من رائد الصحافة الأمريكي جوزيف بوليتزر بتقدير كبير. وتمنح جامعة كولومبيا الجوائز بتوصية من هيئة جوائز بوليتزر، المكونة من محكمين تعينهم الجامعة نفسها ويصل عدد الجوائز الممنوحة سنويًا إلى واحد وعشرين جائزة.

## وصلات خارجية
- الموقع الرسمي.
- الفائزين السابقين والمرشحين حسب الفئة.